# 涅尔利
涅尔利（羅馬化：Nerlʹ）是俄罗斯伊万诺沃州的市级镇，属捷伊科沃区，位于伊万诺沃州西南部，在区行政中心捷伊科沃和州府伊万诺沃西南方。
1927年设市级镇。该地2021年人口有1,789人；2010年人口2,052；2002年人口2,373；1989年人口3,194。